# Heideblick
Heideblick település Németországban, azon belül Brandenburgban. Lakosainak száma 3508 fő (2023. december 31.).

## Népesség
A település népességének változása:
| Lakosok száma | 3563 | 3572 | 3514 | 3575 | 3508 |
|               | 2017 | 2019 | 2021 | 2022 | 2023 |